# Cholämie
Unter Cholämie (griechisch cholê „Galle“, haima „Blut“) versteht man eine Vergiftung des Blutes mit Gallenbestandteilen.
Bei Cholämie erhöht sich der Blutspiegel von Gallensäuren und Gallenfarbstoffen, was unter anderem zu einer Gelbfärbung des Serums führt.
Ursache dafür ist eine Verlegung oder ein Verschluss der ableitenden Gallenwege oder eine Schädigung der Leberzellen selbst.
In der Folge davon kommt es zu Schwierigkeiten mit der Fettverdauung, zu Gelbsucht und Juckreiz, Neigung zu Gewebeblutungen, zu einem verlangsamten Herzschlag (Bradykardie) und durch die damit verbundenen Stoffwechselstörungen zur Autointoxikation. Die schlimmste Folge wäre ein cholämisches Koma.